# Химическо оръжие
Химическо оръжие или така наречените бойни отровни вещества (БОВ) представляват различни отровни химически вещества, използвани като оръжие, основно с цел причиняване на смърт, и по-рядко да парализират, зашеметят или докарат до състояние на безсъзнание обекта на атаката, като по този начин го унищожат или го направят временно недееспособен.
БОВ са нееднократно използвани, особено през Първата и Втората световна война, с почти 100% летален резултат.
Тъй като химическите оръжия са предназначени да въздействат върху голям брой хора, контролираното им използване на практика е невъзможно, ефектът им е летален и съпроводен с болезнени поражения, то те се считат за оръжия за масово поразяване и са забранени с Конвенцията за забрана на разработването, производството, натрупването и употребата на химически оръжия и за тяхното унищожаване (КХО). Контролът се осъществява от Организацията за забрана на химическите оръжия (ОЗХО), под чиято юрисдикция са всички споменати в конвенцията дейности, свързани с химическите оръжия.
На 28 юни 2007 г. Съвет на Европейския съюз, на конференцията за преразглеждане на КХО излиза с обща позиция и с оценка на процеса на унищожаване на обявените въоръжения. В България допълнително е приет ЗАКОН за забрана на химическото оръжие и за контрол на токсичните химически вещества и техните прекурсори.

## Исторически сведения
Първите писмени доказателства за употребата на отровни летливи вещества срещу противниковите войски са намерени в древногръцкия историк Тукидид. Той разказва как през Пелопонеската война спартанците изгаряли сяра, за да получат отровния SO2. Друго химично оръжие, за което говори Тукидид е „гръцкият огън“ – смес от сяра, земно масло и въглен. Запалена, сместа се използва подобно на съвременните огнепръскачки.

## Видове
- Нервно-паралитични: Зарин, Зоман,V-газове
- Общоотровни
- Кожнообривни: Иприт, Азотен иприт
- Задушливи: Фосген, Дифосген
- Сълзотворни: Хлорпикрин